# غرور و تعصب (فیلم ۱۳۵۵)
غرور و تعصب فیلمی به کارگردانی عباس کسایی و نویسندگی مازیار بازیاران محصول سال ۱۳۵۵ است.

## داستان
کریم به عصمت علاقه دارد؛ اما مادر عصمت دخترش را برای مصیب، که در بندر کار می‌کند، در نظر گرفته‌است. مصیب، در سفر به تهران، با یک گروه قاچاقچی همسفر و دستگیر می‌شود. کریم نیز با توطئهٔ قلی متهم به قتل و دستگیر می‌شود. در غیبت مصیب و کریم مادر عصمت می‌میرد، و عصمت با وساطت مرد شروری به دام قادر، که کاباره دار است، می‌افتد. قادر از عصمت هتک حرمت می‌کند و او را در کاباره اش به کار وامی‌دارد. کریم و مصیب آزاد می‌شوند و به دنبال عصمت می‌گردند. همدستان قادر قصد اغفال دختری به نام فرشته را دارند که مصیب او را می‌رهاند و به مادرش می‌سپارد. با همدستی کریم و مصیب، قادر به جرم قتل یکی از افرادش به دام مأموران پلیس می‌افتد و سرانجام کریم با عصمت و مصیب با فرشته پیمان زناشویی می‌بندند.

## بازیگران
- بهمن مفید
- شهناز تهرانی
- حسین گیل
- اکبر جنتی شیرازی
- علی اکبر مهدوی فر
- داداشی
- تورج نصر
- روح‌اله امینی
- فرهاد حمیدی
- علی بابا
- علی آزاد
- حسین شهاب
- رضا حاجیان
- ذبیح‌اله ذبیح پور
- ملیحه نصیری
- فرشته
- داوود
- عباس مختاری
- محمود سعیدی
- احمد نیک نژاد
- محمود صفایی
- رفیع مددکار